# Walter Stewart
Walter Stewart (ca. 1296 - Bathgate Castle, 9 april 1327) was de zesde High Steward van Schotland en hij was de vader van Robert II van Schotland.

## Biografie
Walter Stewart was de oudste zoon van James Stewart en Giles de Burgh, die een dochter was van Walter de Burgh.  Hij vocht mee aan de Schotse zijde in de slag bij Bannockburn. Voor zijn verdiensten tijdens de slag werd later aangesteld tot landvoogd van de Westelijke Marken. Hij verkreeg hierbij ook verschillende landerijen en in 1316 zou Walter Stewart deze schenken aan de Paisley Abbey. Toen de Schotse koningin Elizabeth de Burgh en de dochter van koning Robert the Bruce, Marjorie Bruce, in 1314 door de Engelse koning werden vrijgelaten werd Walter Stewart naar de Engels-Schotse grens gestuurd om hen in Schotland te verwelkomen. Niet lang daarna huwde Walter Stewart met Marjorie Bruce.
In de periode dat Robert the Bruce in Ierland verbleef regelde Walter Stewart samen met James Douglas de staatszaken en verdedigden ze de Schotse grens tegen de Engelse aanvallen. Na de verovering van Berwick-upon-Tweed kreeg hij het commando over de stad die hij in 1319 verdedigde tegen een beleg van koning Eduard II van Engeland. Drie jaar later voerde hij samen met Thomas Randolph een aanval op de Engelse koning uit om hem gevangen te nemen, maar de koning wist aan hem te ontkomen.

## Huwelijken en kinderen
In 1315 huwde Walter Stewart met Marjorie Bruce, de enige dochter van Robert I van Schotland bij zijn eerste vrouw Isabella van Mar, en zij kregen samen één kind:
- Robert (1316-1390), koning van Schotland.

Na de dood van Marjorie Bruce hertrouwde hij met Isabel de Graham, waarschijnlijk een dochter van sir John de Graham, en zij kregen samen drie kinderen:
- John
- Andrew
- Egidia